# Debates para as eleições legislativas portuguesas de 2015
A temporada de debates para as eleições legislativas portuguesas de 2015 consistiram numa série de debates que foram realizados entre 1 de setembro e 18 de setembro de 2015 entre os líderes dos partidos representados na Assembleia da República: o secretário-geral do PCP e da CDU Jerónimo de Sousa, a porta-voz do Bloco de Esquerda Catarina Martins, o líder do CDS-PP Paulo Portas, o líder do PSD e da coligação PàF Pedro Passos Coelho, o secretário-geral do PS António Costa e a secretária-geral do PEV Heloísa Apolónia, sendo esta a sua estreia em debates. O primeiro debate foi realizado pela RTP Informação, no dia 1 de setembro, entre Jerónimo de Sousa e Catarina Martins.

## Cronologia
Houve frente-a-frente televisivos entre os quatro partidos (incluindo as coligações) representados na Assembleia da República no período compreendido entre os dias 1 e 18 de setembro de 2015, a transmitir pelas três principais estações (RTP, SIC e TVI) e um debate final, entre todos estes candidatos, a 22 de setembro de 2015, tendo este último não se realizado.

### Intervenientes
- Pedro Passos Coelho (PàF)
- António Costa (PS)
- Catarina Martins (BE)
- Jerónimo de Sousa (CDU)
- Paulo Portas (PàF)
- Heloísa Apolónia (CDU)

| Data                   | Hora        | Intervenientes                                     | Moderador(es)                                     | Temas que marcaram o debate | Estação                                                       | Audiência              | Hiperligações |
| ---------------------- | ----------- | -------------------------------------------------- | ------------------------------------------------- | --- | ------------------------------------------------------------- | ---------------------- | ------------- |
| 1 de setembro de 2015  | 21:00 22:00 | Jerónimo de Sousa (CDU) vs Catarina Martins (BE)   | Vítor Gonçalves                                   | - Programa do Partido Socialista - Políticas da coligação PSD/CDS levadas a cabo nos últimos quatro anos em termos de emprego e posicionamento na Europa - Europa - Poder judicial - Eventual saída de Portugal do euro     | RTP Informação                                                | 115 000 espetadores    |               |
| 8 de setembro de 2015  | 21:15 22:15 | Paulo Portas (PàF) vs Catarina Martins (BE)        | Ana Lourenço                                      | - Segurança Social - Crise na Grécia - Proximidade natural do BE ao seu partido grego Syriza - A precarização e destruição do emprego - Privatizações - Pensões - Balança Comercial                                         | SIC Notícias                                                  | 218 700 espetadores    |               |
| 9 de setembro de 2015  | 20:25 22:00 | Pedro Passos Coelho (PàF) vs António Costa (PS)    | João Adelino Faria, Clara de Sousa e Judite Sousa | - Governo de Passos Coelho - Dívida - José Sócrates - Emprego - Emigração - Mistificação com a troika - Impostos - Plafonamento da Segurança Social - Lesados do BES - Plafonamento das pensões - Serviço Nacional de Saúde | RTP1, SIC, TVI, RTP Informação, SIC Notícias, TVI24, Antena 1 | 3 400 000 espectadores |               |
| 11 de setembro de 2015 | 21:00 22:00 | Pedro Passos Coelho (PàF) vs Catarina Martins (BE) | Vítor Gonçalves                                   | - Plafonamento da Segurança Social - Venda do Novo Banco - Crise na Grécia - Reestruturação da dívida pública - Caso do BPN                                                                                                 | RTP Informação                                                |                        | -             |
| 14 de setembro de 2015 | 21:10 22:15 | António Costa (PS) vs Catarina Martins (BE)        | Pedro Pinto                                       | - Pensões e - Reestruturação da dívida - Refugiados - Tratado Orçamental - TSU - Sustentabilidade da Segurança Social | TVI24                                                         | -                      |               |
| 16 de setembro de 2015 | 22:10 23:15 | António Costa (PS) vs Jerónimo de Sousa (CDU)      | Ana Lourenço                                      | - Coligação PàF - Eventual saída do euro - Emprego - Educação - Saúde - Segurança Social - Novo Banco | SIC Notícias                                                  | -                      |               |
| 17 de setembro de 2015 | 10:05-12:15 | Pedro Passos Coelho (PàF) vs António Costa (PS)    | Paulo Baldaia, Maria Flor Pedroso e Graça Franco  | - Europa: crise e refugiados - Défices e Dívidas - Impostos - Segurança Social - Emprego - Educação - Reforma das pensões - Corte nas prestações sociais - Leis laborais - Dívida de Lisboa e os terrenos do aeroporto      | TSF, Antena 1, RR (Rádio)                                     | 1 272 000 espetadores  |               |
| 18 de setembro de 2015 | 21:10 22:05 | Paulo Portas (PàF) vs Heloísa Apolónia (CDU)       | José Alberto Carvalho                             | - Eventual saída do euro - Orçamento do Estado para 2016 - Privatizações - Emigração | TVI24                                                         | -                      |               |

### Debates com os partidos sem assento parlamentar
Estes debates deram-se na rubrica "Dar a Palavra", no programa "Jornal de Campanha", na SIC Notícias.
| Data                   | Intervenientes                                         | Moderador(es) | Temas que marcaram o debate                                     | Estação      | Hiperligações |
| ---------------------- | ------------------------------------------------------ | ------------- | --------------------------------------------------------------- | ------------ | ------------- |
| 22 de setembro de 2015 | Pedro Delgado Alves (PS) vs Fernando Loureiro (PURP)   | Anabela Neves | - Possível entrada de novos partidos na Assembleia da República | SIC Notícias | Video         |
| 23 de setembro de 2015 | Francisco Madeira Lopes (PEV) vs Ana Drago (L/TDA)     | Anabela Neves | - Diálogo entre os partidos de esquerda                         | SIC Notícias | Video         |
| 24 de setembro de 2015 | José Pinto Coelho (PNR) vs Sérgio Cales (PPV/CDC)      | Anabela Neves | - Crise dos refugiados                                          | SIC Notícias | Video         |
| 25 de setembro de 2015 | Mariana Mortágua (BE) vs Nuno Moreira (JPP)            | Anabela Neves | - Diálogo entre os partidos de esquerda                         | SIC Notícias | Video         |
| 26 de setembro de 2015 | Gonçalo da Câmara Pereira (PPM) vs João Marrana (PDR)  | Anabela Neves | - "Gorduras" do Estado                                          | SIC Notícias | Video         |
| 29 de setembro de 2015 | Adolfo Mesquita Nunes (CDS-PP) vs Mendo Henriques (NC) | Anabela Neves | - Crise                                                         | SIC Notícias | Video         |
| 30 de setembro de 2015 | André Silva (PAN) vs Raúl Santos (MPT)                 | Anabela Neves | - Ajuda aos produtores independentes                            | SIC Notícias | Video         |
| 1 de outubro de 2015   | Garcia Pereira (PCPT/MRPP) vs Miguel Tiago (PCP)       | Anabela Neves | - Possível saída de Portugal da Zona Euro                       | SIC Notícias | Video         |

### Debates entre cabeças de lista
| Data                     | Hora        | Intervenientes                                                                                       | Moderador(es)   | Temas que marcaram o debate                                        | Estação | Audiência | Hiperligações |
| ------------------------ | ----------- | --- | --------------- | ------------------------------------------------------------------ | ------- | --------- | ------------- |
| Pelo distrito do Porto   |             | |                 |                                                                    |         |           |               |
| 5 de setembro de 2015    | 0:40-1:25   | José Pedro Aguiar Branco (PàF), Jorge Machado (CDU), Ricardo Sá Fernandes (L/TDA) e José Soeiro (BE) | Paulo Magalhães | - A libertação de José Sócrates - Emprego - Défice - Privatizações | TVI24   | -         | Video         |
| Pelo distrito de Setúbal |             | |                 |                                                                    |         |           |               |
| 16 de setembro de 2015   | 21:00-22:00 | Maria Luís Albuquerque (PàF), Ana Catarina Mendes (PS), Francisco Lopes (CDU) e Joana Mortágua (BE)  | Paulo Magalhães | - Venda do Novo Banco - Emprego - Emigração                        | TVI24   | -         | Video         |